# Можаровський Володимир Миколайович
Володимир Миколайович Можаровський (17 вересня 1952, Бовсуни, Житомирська область) — український воєначальник, командувач військами Південного оперативного командування (2001—2004), командувач Об'єднаного оперативного командування Збройних Сил України (2007—2010). Перший заступник Міністра оборони України (2010—2012), генерал-полковник.

## Біографія
Народився 17 вересня 1952 року в селищі Бовсуни Лугинського району на Житомирщині. У 1973 році з відзнакою закінчив Ленінградське вище загальновійськове командне училище. У 1991 році із золотою медаллю закінчив заочний факультет Військової академії імені М. В. Фрунзе. У 1998 році екстерном закінчив оперативно-стратегічний факультет Академії Збройних Сил України.
- з 1973 року на посаді командира мотострілецького взводу у Ленінградському військовому окрузі.
- з 1974 по 1985 рр. проходив службу на посадах, командира розвідувального взводу, командира роти курсантів Ленінградського вищого загальновійськового командного училища, командира мотострілецького батальйону.
- 1985–1987 рр. — служба у складі 40-ї армії у Демократичній Республіці Афганістан.
- з 1987 по 1991 рр. — начальник штабу  - заступник командира мотострілецького полку.

- з 1992 року — у лавах Збройних Сил України.
- в 1992–1996 рр. обіймав посади начальника штабу  - заступника командира мотострілецької дивізії та командира механізованої дивізії.
- в 1996–2000 рр. — заступник командира армійського корпусу, командир армійського корпусу.
- з 2000 по 2001 рр. — обіймав посаду першого заступника командувача Сухопутних військ ЗС України.
- з 2001 по 2004 рік — командувач військами Південного оперативного командування Сухопутних військ ЗС України.
- в 2004 — начальник штабу  - перший заступник командувача військами Північного оперативного командування Сухопутних військ ЗС України.
- в 2004–2005 роках обіймав посаду начальника Головного штабу  - першого заступника Головнокомандувача Сухопутних військ ЗС України.
- в 2005 по 2007 рік — начальник штабу  - перший заступник командувача Сухопутних військ Збройних Сил України.
- в 7.11.2007 по 01.2010 — командувач Об'єднаного оперативного командування Збройних Сил України.
- з січня по серпень 2010 — перший заступник начальника Генерального штабу ЗС України.
- 15.03.2011 — звільнений з військової служби за станом здоров'я.[1]
- з 18.08.2010 по 18.02.2012[2] — Перший заступник Міністра оборони України.
- з 18.02.2012 по 05.03.2014[3] — Заступник Міністра оборони України  - керівник апарату.
- 05.03.2014 — звільнений з посади Заступника Міністра оборони України  - керівника апарату за власним бажанням[4].

## Нагороди та відзнаки
- Орден Богдана Хмельницького II-го та III-го ступенів,
- Орден «За службу Батьківщині в Збройних Силах СРСР» III-го ступеня,
- Медаль «За військову службу Україні»
- інші медалі та відомчими відзнаками.